# Кэмпбелл, Дон
Дональд Оделл Кэмпбелл (англ. Donald Odell Campbell), более известный как Дон Кэмпбелл (англ. Don Campbell) или Кэмпбеллок (англ. Campbellock) (8 января 1951 года, Сент-Луис, Миссури, США — 30 марта 2020 года, Санта-Кларита, Калифорния, США) — американский танцор и хореограф. Создатель фанкового танцевального стиля локинг и организатор танцевальной группы The Lockers.

## Биография
Дональд Кэмпбелл родился 8 января 1951 года в Сент-Луисе в семье Джеймса и Аманды Кэмпбелл. Его отец был механиком, а мать — домохозяйкой. В 1961 году семья переехала в Лос-Анджелес в Южный Централ. Дон занимался лёгкой атлетикой. Был талантливым художником, специализировался на профилях и картинах природы. Поступил в Торгово-технологический колледж, где один его приятель попытался научить его танцевать. Чуть позже, когда Дон набрался смелости, чтобы показать перед публикой, что он уже умеет, он стал комбинировать различные движения из разных танцев. Делая это, он периодически замирал, так как не знал, какое движение делать следующим. Такую манеру танца его друзья прозвали «кэмпбеллоком» (lock — замок, фиксация). Позже его сын пояснил, что «он был настолько ужасен во всех танцах, которые пытался выучить, что создал свой собственный».
Приятель позвал Дона в ночной клуб на танцевальный конкурс, где Дон занял 5-е место из 15. Дон потом вспоминал, что если бы вылетел тогда с конкурса первым, то больше бы никогда не прикоснулся к танцам. Он стал ходить в ночные клубы, развивая там свой стиль и участвуя во всех подряд танцевальных конкурсах. Со временем он преуспел в этом и стал одерживать победы. Движения в его танце были нарочито преувеличенными, а сам танец включал в себя акробатику, сложную работу ног и быстрые, извилистые движения верхней части тела. Стиль включал в себя и взаимодействие с аудиторией, например, Дон мог начать показывать пальцем на кого-нибудь кто начинал смеяться. В клубах стали появляться люди, которые начали подражать Кэмпбеллу в одежде и пытались копировать его манеру исполнения, что поначалу расстраивало его. Мама же объяснила ему, что это наоборот хорошо, ведь если ему не будут подражать, то его танец не станет известным.
В 1971 году Дон победил в танцевальном конкурсе на шоу Soul Train и стал постоянным танцором этой программы. В 1972 году он записал фанк-сингл «Campbell Lock» под именем Дон (Soul Train) Кэмпбелл, чтобы попробовать извлечь выгоду из своей растущей известности. Песня обрела популярность в ночных клубах, но широкого распространения не получила. В 1973 году его выгнали из Soul Train, когда он потребовал, чтобы уличным танцорам платили больше. В этом году Дон Кэмпбелл, Фред Берри, Тони Бэзил и ещё несколько других танцоров, к которым позже присоединился Шабба-Ду, организовали танцевальную группу The Campbellock Dancers и стали гастролировать. Музыкальный лейбл, на котором Дон ранее издал свою песню, предъявил ему претензию на слово «Campbellock». Чтобы не тратить время на разбирательство, Дон переименовал свою команду в The Lockers, а название танца сменил на «локинг».
The Lockers стали одной из первых коммерчески успешных уличных танцевальных групп. Они появлялись на Tonight Show, The Carol Burnett Show и Saturday Night Live, выступали на церемонии «Грэмми» вместе с Аретой Франклин и на разогреве у Фрэнка Синатры в Карнеги-холле, выступали в Радио-сити-мьюзик-холле и в Диснейленде. Снимались в рекламе. Движения, которые они изобрели, использовали Майкл Джексон, Джанет Джексон, ’N Sync, Backstreet Boys и многие другие. The Lockers были показаны в мультфильме Ральфа Бакши «Эй, хорошо выглядишь» 1982 года (мультфильм сделан в технике ротоскопирования).
Оригинальный состав The Lockers распался в 1977 году. Кэмпбелл выступал с другими танцорами под этим названием до 1984 года. Позже работал танцором экзотических танцев. Постепенно Дон Кэмпбелл получил признание как новатор. Некоторые его сценические костюмы хранятся и выставляются в «Зале славы рок-н-ролла».
Последние 15 лет жизни вместе с сыном Деннисом преподавал локинг в Новой Зеландии, Китае, России, Японии, Мексике и других странах. Во время преподавания Дон всегда подчёркивал, что танец должен быть формой личного самовыражения, а не просто механическим копированием.
Дон Кэмпбелл умер 30 марта 2020 года в своём доме в Санта-Кларите, Калифорния, от остановки сердца. Ему было 69 лет. Кроме сына Денниса, у него остались жена Мэриэнн, ещё один сын Донни-младший и дочь Делорианна.